# (10061) Ndolaprata
(10061) Ndolaprata es un asteroide que forma parte del cinturón de asteroides y fue descubierto el 11 de agosto de 1988 por Andrew J. Noymer desde el Observatorio de Siding Spring, cerca de Coonabarabran, Australia.

## Designación y nombre
Ndolaprata fue designado inicialmente como 1988 PG1.
Más tarde, en 2006, se nombró en honor del médico angoleño Ndola de Jesus Veiga Prata.

## Características orbitales
Ndolaprata está situado a una distancia media de 2,714 ua del Sol, pudiendo acercarse hasta 2,173 ua y alejarse hasta 3,255 ua. Tiene una inclinación orbital de 12,15 grados y una excentricidad de 0,1993. Emplea en completar una órbita alrededor del Sol 1633 días. El movimiento de Ndolaprata sobre el fondo estelar es de 0,2204 grados por día.

## Características físicas
La magnitud absoluta de Ndolaprata es 13,5.